# Nicky Jam
Nicky Jam, pseudonimo di Nick Rivera Caminero (Boston, 17 marzo 1981), è un cantante statunitense.
Fin da giovanissimo cominciò a fare rap ed, esibendosi in un supermercato, richiamò l'attenzione di una signora, il cui marito era direttore esecutivo di un'etichetta discografica. Nicky firmò un contratto per un'incisione e, a undici anni lanciò il suo album di esordio. A metà degli anni 1990 conobbe Daddy Yankee, con il quale formò un duo, chiamato Los Cangris. Insieme crearono vari successi musicali, ma nel 2004 si sciolsero per diversi conflitti personali. Alla fine del decennio degli anni 2000 la carriera musicale di Jam subì un calo, per cui decise di trasferirsi a Medellín (Colombia) tra il 2007 e il 2010, con il proposito di lanciare nuovamente la sua carriera artistica. Sony Music
Nel 2014 Nicky cominciò a ottenere nuovamente popolarità in vari paesi dell'America Latina con i suoi singoli Travesuras e Voy a beber. Nel 2015, insieme a Enrique Iglesias, lanciò il brano El perdón, che divenne un successo in America e in vari paesi europei come Spagna, Germania, Francia, Portogallo e Svizzera, tra gli altri. El perdón ottenne, rispettivamente, il premio alla miglior interpretazione urbana nei Premi Grammy Latinos del 2015  e i premi come singolo dell'anno e collaborazione preferita nei Latin American Music Awards.
I singoli El perdón, Travesuras ed El amante sono stati quelli di maggior successo in Italia, raggiungendo rispettivamente la posizione numero 1 e la posizione numero 45 nella classifica FIMI.

## Biografia e carriera artistica

### 1981-1994: infanzia e inizi della carriera
Nicky nacque il 17 marzo 1981 nella città di Boston in Massachusetts, Stati Uniti. Di ascendenza portoricana da parte del padre e dominicana da parte della madre, Nicky Jam è sposato e ha quattro figli chiamati Joe Martin, Luciana (Lucy), Yarimar e Alyssa, la maggiore. Da bambino cominciò a fare rap; quando aveva dieci anni, suo padre decise di far trasferire la famiglia a Cataño, e Nicky per aiutare economicamente la sua famiglia, iniziò a lavorare in un supermercato come impacchettatore.
A undici anni, richiamò l'attenzione della moglie del direttore esecutivo di un'etichetta discografica indipendente di Porto Rico mentre si esibiva sul luogo di lavoro. La donna lo portò da suo marito; Nicky cantò per il direttore che rimase incantato. Fu firmato un contratto di incisione e la casa discografica mise in vendita il suo EP di esordio, Distinto a los demás, che mescola i generi rap e reggae. Il disco non ebbe successo, tuttavia, aiutò a fare in modo che vari disc jockey e vocalisti si interessassero a lavorare con lui dopo aver ascoltato le sue interpretazioni bilingue, e Nicky in varie occasioni fece da spalla nei concerti. Il suo pseudonimo di Nicky Jam, glielo diede un passante in forma scherzosa.

### 1995-2007: alleanza con Daddy Yankee e fallimento musicale
A metà del decennio degli anni novanta, Nicky Jam ebbe un incontro con Daddy Yankee, artista per il quale, allora, sentiva molta ammirazione. Yankee apprezzò il talento in lui e gli offrì di lavorare insieme, invitandolo come suo hype man per un concerto che realizzò nella Repubblica Dominicana. Essi formarono un duo chiamato Los Cangris e crearono una forte amicizia. Insieme composero e incisero varie canzoni, tra le quali En la cama e Guayando, che ebbero un moderato successo in America Latina. Nel marzo 2001 Yankee lanciò un album raccolta chiamato El Cartel II, che includeva un brano al quale Jam partecipò come vocalista, Tu cuerpo en la cama.
(Nicky Jam in un'intervista con il giornalista Mauricio Castro, di La red.)
Dopo il successo raccolto insieme a Yankee, Nicky Jam cominciò a fare uso di sostanze stupefacenti e alcol; Yankee, preoccupato per le cattive abitudini di Nicky, tentò di aiutarlo; ma senza risultati. Avevano costantemente scontri; Nicky compose una canzone per Yankee e creò una rivalità. Nel 2004 ruppero definitivamente la loro amicizia e smisero di lavorare insieme. Alla fine del novembre 2004 uscì in vendita l'album Vida escante di Nicky, e divenne l'album di maggior successo dell'artista fino ad allora, collocandosi nella 4ª posizione dei Top Tropical Albums e nella 23ª dei Top Latin Albums di Billboard. L'album include canzoni note come Me estoy muriendo, Me voy pa' party, No soy tu marido e Chambonea che ottennero posizioni favorevoli nella Latin Tropical Airplay. Nel 2004 Yankee ottenne popolarità come artista di reggaeton con il suo successo internazionale Gasolina; mentre Jam, con le bocciature del pubblico, continuò ad autodistruggersi e smise di incidere dopo essere caduto in una profonda depressione, che gli provocò inoltre un aumento di peso. Non aveva neanche il denaro per pagare l'ospedale e, con un basso profilo, faceva esibizioni in un albergo per turisti, il che lo aiutò però a migliorare le sue abilità musicali e scoprì che, a parte rappare, «poteva cantare».
Alla fine del dicembre 2007 Nicky lanciò l'album The Black Carpet, che ebbe un moderato successo entrando nella 24ª posizione dei Top Latin Albums degli Stati Uniti. Per la sua promozione mise in vendita il singolo Gas pela, con R.K.M, e si collocò al 45º posto della classifica Hot Latin Songs. Verso la fine del decennio degli anni duemila, Jam continuò con i suoi lavori nell'industria della musica, ma senza successo.

### 2010-2014: trasferimento a Medellín e ritorno nell'industria musicale
In cerca di lavoro e con la voglia di iniziare nuovamente la sua carriera musicale, Jam tra il 2007 e il 2010 viaggiò nella città colombiana di Medellín. Cominciò a realizzare spettacoli in varie città della Colombia e, contando sulla buona accoglienza del pubblico, pensò di poter ricominciare la sua carriera artistica. Jam si concentrò nel creare una nuova base di ammiratori e cominciò a raccogliere il denaro che otteneva dai suoi concerti per pagare la produzione delle sue canzoni e dei suoi video. Nel 2012 Jam incise insieme a Yankee il brano El party me llama, inclusa nell'album Prestige, il che confermò che entrambi avevano risolto i loro disaccordi degli anni precedenti.
Nel 2013 Jam pubblicò Voy a beber, che divenne un successo in vari paesi dell'America Latina ed entrò in posizioni favorevoli delle classifiche di Billboard. Alla fine del gennaio 2014 Jam lanciò il singolo Travesuras, che raggiunse il 4º posto nella classifica Hot Latin Songs di Billboard.

### 2015: successo internazionale conEl perdón
Al principio del febbraio 2015 Jam firmò un contratto d'incisione con la Sony Music Latin e con la SESAC Latina, e lanciò il singolo El perdón, che conta sulla partecipazione vocale di Enrique Iglesias. Inizialmente, El perdón era un brano da solista, ma dopo che Iglesias aveva parlato con lui e aveva mostrato il suo interesse a collaborare, Jam acconsentì a reincidere la canzone come un duetto. El perdón divenne un successo in varie classifiche di popolarità entrando al numero uno delle classifiche dei singoli di Spagna, Francia, Paesi Bassi, Portogallo e Svizzera. Ugualmente ottenne la seconda posizione in Belgio e Bulgaria, la quarta in Svezia, l'ottava in Germania e la nona in Austria, rispettivamente. Negli Stati Uniti entrò al 65º posto del Billboard Hot 100 e la 82ª del Billboard Canadian Hot 100 del Canada. El perdón, con più di trenta settimane nella 1ª posizione del Hot Latin Songs di Billboard, passò ad essere la seconda canzone con più settimane in questa posizione, dietro solo a Bailando di Iglesias che durò quarantadue settimane. Una versione in inglese intitolata Forgiveness si collocò nella 56ª posizione del Billboard Hot 100 e nella 30ª del Pop Songs. La rivista Billboard elesse El perdón come la dodicesima "miglior canzone dell'anno 2015".
Nei Premi Grammy Latinos del 2015 vinse il premio Migliore Interpretazione Urbana per El perdón e fu nominato per il Miglior Album di Musica Urbana da Greatest Hits Vol 1. D'altro canto, in essi vinse i premi Singolo dell'Anno, Collaborazione Preferita e Canzone Streaming Preferita per El perdón, mentre Jam ottenne le candidature per Artista dell'Anno e Artista Maschile Urbano Preferito.

## Stile

### Influenze e stile musicale
Nei suoi inizi musicali, Daddy Yankee era uno dei suoi artisti favoriti. Secondo Jam, gli artisti colombiani Silvestre Dangond e Carlos Vives hanno influito sulla sua musica. Allo stesso modo afferma che le sue composizioni sono state molto influenzate dal contenuto romantico e malinconico dei testi delle canzoni del vallenato colombiano e dal ritmo della musica portoricana, per cui, con questa combinazione, crede di essere un artista di reggaeton molto diverso da quelli dei suddetti paesi. Egli afferma anche «che è un nuovo stile di reggaeton che attira sia i bambini che gli adulti».
Jam ha riferito che Bailando, di Enrique Iglesias, No me doy por vencido, di Luis Fonsi, All of Me, di John Legend, Just the Way You Are, di Bruno Mars, e Quiero casarme contigo, di Carlos Vives, sono alcune delle sue canzoni preferite.

## Discografia

### Album in studio
- 2001 – Haciendo escante
- 2004 – Vida escante
- 2007 – The Black Carpet
- 2017 – Fénix
- 2019 –  Íntimo
- 2021 – Infinity
- 2024 – Insomnio

### Raccolte
- 1995 – Distinto a los demas
- 2003 – Salón de la fama

- 2009 – The Black Mixtape
- 2014 – Nicky Jam: Hits
- 2014 – Greatest Hits, Vol. 1

### Singoli
- Estrella
- Hasta el amanacer
- Chambonea
- Travesuras
- El perdón
- Te busco
- En la cama (Ft. Daddy Yankee)
- Voy a beber
- El amante
- Superhéroe
- El ganador
- X (con J Balvin)
- Live It Up (con Will Smith e Era Istrefi)
- Desahogo (con Carla Morrison).
- Sube La Music, (con. De La Ghetto)
- Vida loca (con i Black Eyed Peas e Tyga)
- Fan de Tus Fotos (con Romeo Santos)
- Polvo (con Myke Towers)
- Pikete (con El Alfa)
- Miami
- Magnum
- Melancolía
- Celosa
- Ojos Rojos
- Sin Novia
- Celular (con Maluma e The Chainsmokers)

## Collaborazioni
- The Cream Vol.1 (1996)
- The Cream Vol.2 (1997)
- The Cream Egyptian Live (1998)
- Playero 41 (1998)
- Virus (2000)
- The Cream Hits (2001)
- Dj Blass: Sandunguero (2001)
- El cartel II (2001)
- La conspiracion (2001)
- Barbosa Live: Los exitos (2001)
- Mundo frío (2002)
- A la reconquista (2002)
- Dj Dicky: No Fear 4 - Sin miedo (2002)
- El Cangri.com (2002)
- Los dueños de la disco (2002)
- Playero 42 (2002)
- Rompiendo el hielo (2002)
- Tha Bulbas (2002)
- Vida eterna (2002)
- D'Untouchables Chapter 1 (2002)
- Romances del ruido 2 (2002)
- Los matadores del genero (2002)
- Blin Blin Vol. 1 (2003)
- La coleccion (2003)
- Dj Blass: Sandunguero 2 (2003)
- La conspiracion 2: La secuela (2003)
- Los homerun-es (2003)
- Pina All-Star (2003)
- Chosen Few: El documental (2004)
- Fuera de serie (2004)
- La mision 4: The Take Over (2004)
- La trayectoria (2004)
- Los 12 discípulos (2004)
- Pina All-Star 2 (2004)
- Rebuleando con estilo (2004)
- Sabotage (2004)
- The Noise, Vol. 10: The Last Noise (2004)
- Da' Concert of Reggaeton (2005)
- Da Cream (2005)
- Dj Blass & Dj Barbosa presentan: Reggaeton Remix (2005)
- Dj Blass: Sandunguero Hits (2005)
- Guatauba: Guatagatos (2005)
- Fuera de serie Live (2005)
- Los bandoleros (2005)
- Los Kambumbos: Tierra de nadie (2005)
- Reggaeton Bachatero Non Stop (2005)
- Reggaeton's Best Features (2005)
- Romances del ruido Collection [CD & DVD] (2005)
- The Prezident (2005)
- DJ Raymond Presents: The Roots of Reggaeton (2006)
- Gargolas: Next Generation (2006)
- Los titerones (2006)
- Reggaeton Hits (2006)
- Masterpiece (2006)
- Gargolas: Reborn (2007)
- Los titeres (2007)
- Masterpiece: Commemorative Edition (2007)
- Los 4 fantasticos (2007)
- Marroneo con flow (2008)
- Los brothers  (2008)
- Los mackieavelikos (2008)

## Filmografia

### Attore

#### Cinema
- xXx - Il ritorno di Xander Cage (xXx: Return of Xander Cage), regia di D. J. Caruso (2017)
- Bad Boys for Life, regia di Adil El Arbi e Bilall Fallah (2020)

#### Televisione
- Nicky Jam - El Ganador - serie TV (2018)

### Doppiatore
- Tom & Jerry, regia di Tim Story (2021)

## Riconoscimenti
Latin Grammy Awards
| Anno | Candidatura         | Premio                         | Risultato       | Note  |
| ---- | ------------------- | ------------------------------ | --------------- | ----- |
| 2015 | El perdón           | Miglior Interpretazione Urbana | Vincitore/trice | [ 9 ] |
| 2015 | Una cita (Remix)    | Miglior Interpretazione Urbana | Candidato/a     | [ 9 ] |
| 2015 | Greatest Hits Vol 1 | Miglior Album di Musica Urbana | Candidato/a     | [ 9 ] |

Latin American Music Awards
| Anno | Candidatura | Premio                            | Risultato       | Note          |
| ---- | ----------- | --------------------------------- | --------------- | ------------- |
| 2015 | Nicky Jam   | Artista dell'Anno                 | Candidato/a     | [ 34 ] [ 10 ] |
| 2015 | Nicky Jam   | Artista Maschile Urbano Preferito | Candidato/a     | [ 34 ] [ 10 ] |
| 2015 | El perdón   | Singolo dell'Anno                 | Vincitore/trice | [ 34 ] [ 10 ] |
| 2015 | El perdón   | Collaborazione Preferita          | Vincitore/trice | [ 34 ] [ 10 ] |
| 2015 | El perdón   | Canzone Streaming Preferita       | Vincitore/trice | [ 34 ] [ 10 ] |
| 2015 | Travesuras  | Canzone Streaming Preferita       | Candidato/a     | [ 34 ] [ 10 ] |

## Doppiatori italiani
Nelle versioni in italiano delle opere in cui ha recitato, Nicky Jam è stato doppiato da:
- Francesco Meoni in xXx - Il ritorno di Xander Cage
- Osmin Lima Espinosa in Bad Boys for Life

Da doppiatore è sostituito da:
- Pasquale Anselmo: in Tom & Jerry